# Annandaliella travancorica
Espèce
Annandaliella travancorica est une espèce d'araignées mygalomorphes de la famille des Theraphosidae.

## Distribution
Cette espèce est endémique du Kerala en Inde,.

## Description

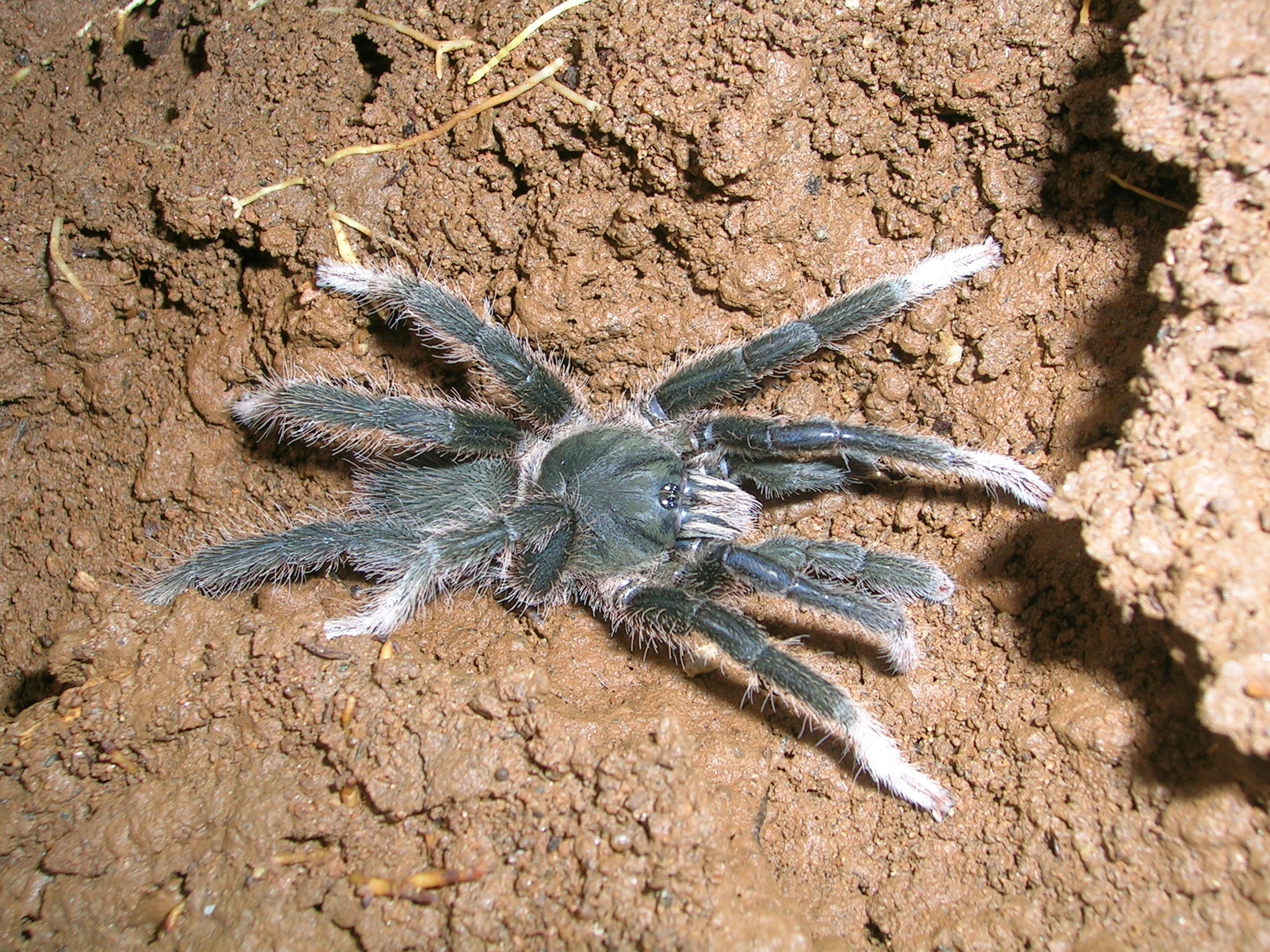
Annandaliella travancorica

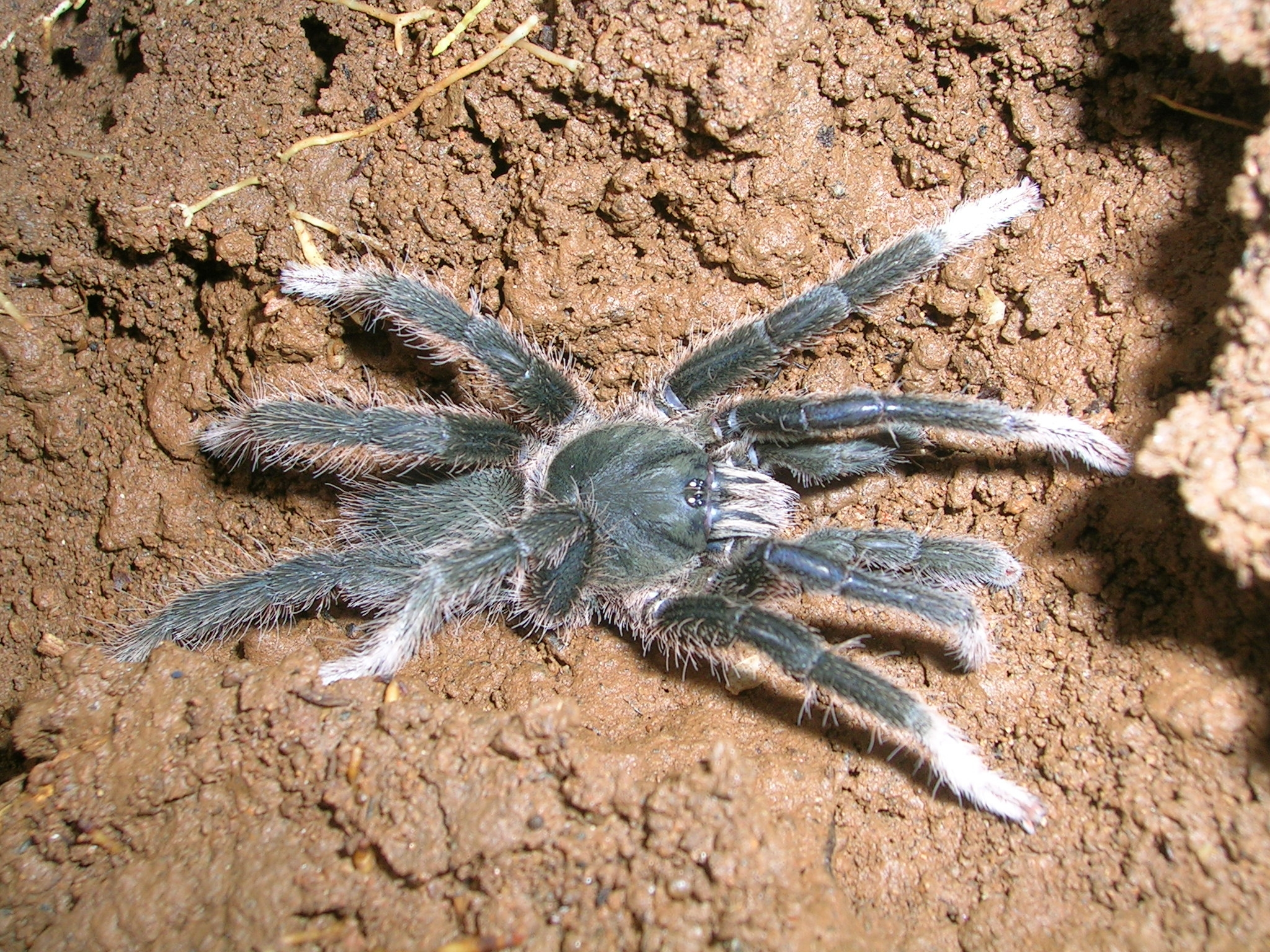
Annandaliella travancorica

La femelle holotype mesure 28,5 mm et le mâle décrit par Sunil et Prasanth en 2015 mesure 20,1 mm

## Étymologie
Son nom d'espèce lui a été donné en référence au lieu de sa découverte, le Travancore.

## Publication originale
- Hirst, 1909 : On some new or little-known mygalomorph spiders from the Oriental Region and Australasia. Records of the Indian Museum, Calcutta, vol. 3, part. 4, p. 383-390 (texte intégral).